# 파나마의 행정 구역

파나마의 행정 구역

파나마는 10개 주와 3개 주급 원주민 특구, 2개 준주급 원주민 특구로 구성되어 있다.

## 특구 (주급)
| 특구 이름         | 행정 중심지  | 면적 (km2) | 인구 (2010년 기준) |
| 엠베라워우난 특구 | 우니온초코   | 4,393.9    | 10,001             |
| 구나얄라 특구     | 엘포르베니르 | 2,358.2    | 33,109             |
| 응가베부글레 특구 | 치치카       | 6,814.2    | 156,747            |

## 특구 (준주급)
| 특구 이름           | 면적 (km2) | 인구 (2010년 기준) |
| 쿠나데마두간디 특구 | 2,318.8    | 4,350              |
| 쿠나데와르간디 특구 | 755        | 809                |